# Forestier-Halbinsel
Die Forestier-Halbinsel (englisch: Forestier Peninsula) ist eine Halbinsel im Südosten der australischen Insel Tasmanien, die ca. 60 km östlich von Hobart liegt.
Mit der Hauptinsel Tasmanien ist sie am East Bay Neck im Nordwesten der Halbinsel, bei der Siedlung Dunalley, verbunden. Am Eaglehawk Neck im Süden ist die Forestier-Halbinsel mit der Tasman-Halbinsel verbunden.
Die Forestier-Halbinsel erstreckt sich über ca. 20 km in Nord-Süd-Richtung und über ca. 15 km in Ost-West-Richtung. Sie gehört zur Local Government Area Tasman Municipality.
Der nördliche Teil des Tasman-Nationalparks erstreckt sich an der Ostküste der Halbinsel um das Cape Surville. Der Arthur Highway (A9) überquert sie auf dem Weg zur Tasman-Halbinsel.